# Israeli (Zeitung)
Israeli (hebräisch יִשְׂרְאֵלִי Jisrəʾelī, deutsch ‚Israeli, israelisch‘) war eine hebräischsprachige, israelische Tageszeitung, die es kostenlos an Bahnhöfen, Busstationen und Delek-Tankstellen gab. Basierend auf dem Konzept der kostenlosen Tageszeitung Metro zielte sie auf ein junges, städtisches und mobiles Publikum ab. Sie erschien erstmals 2006, zu Beginn für kurze Zeit unter dem Titel Israeli News.
Die Zeitung gehörte Sheldon Adelson und Hirsch Media (im Besitz von Schlomo Ben Zvi). Das ursprüngliche Budget war mit 35 Millionen US-Dollar über drei bis vier Jahre veranschlagt worden. Das Ziel war, Israels Zeitung Nr. 2 hinter Jediʾot Acharonot zu werden. Adelson schied jedoch wegen Meinungsverschiedenheiten 2007 als Hauptgeldgeber aus. Durch die Gründung der ähnlich konzipierten Gratiszeitung Israel HaYom durch Adelson im selben Jahr wurde Israeli zügig vom Markt gedrängt. Im Januar 2008 wurde die Zeitung eingestellt.